# William Henry Pickering
William Henry Pickering (Boston, 15 de fevereiro de 1858 — Mandeville (Jamaica), 17 de janeiro de 1938) foi um astrônomo estadunidense.
Irmão de Edward Charles Pickering. Foi o descobridor da lua de Saturno Febe.
As crateras Pickering na Lua e Pickering em Marte receberam seu nome.